# Kinnah Phiri
Kinnah Phiri (Blantyre, 30 de outubro de 1954) é um ex-futebolista e treinador de futebol malauiano que atuava como atacante. Atualmente está sem clube.

## Carreira em clubes
Phiri jogou em apenas dois clubes, o Big Bullets e o Manzini Wanderers - antes deste último, recebeu uma proposta do Sharjah FC, mas não foi autorizado a deixar seu país para jogar nos Emirados Árabes Unidos e teve que se mudar para a equipe da Suazilândia (atual Essuatíni), onde se aposentou em 1984, com apenas 30 anos de idade. Em 11 anos de carreira, ele alega que teria feito mais de 700 gols.

## Seleção
Phiri fez sua estreia pela Seleção Malauiana em julho de 1973, contra a Maurícia. É o quinto jogador que mais atuou pelos Flames, com 117 jogos disputados, e o maior artilheiro da história da equipe, tendo marcado 71 gols, além de ser o 16º maior artilheiro por seleções, empatado com Kiatisuk Senamuang e Miroslav Klose.
A seleção que mais sofreu gols do atacante foi Botsuana, com 14 bolas nas redes, seguida por Quênia, Zâmbia (ambos com 9), Tanzânia (8), Lesoto e Nigéria (8 gols sofridos).

## Carreira de treinador
20 anos depois de sua aposentadoria como jogador, Phiri estreou como técnico no Big Bullets em 2004. Treinou ainda Free State Stars (África do Sul), Mochudi Centre Chiefs e Jwaneng Galaxy (ambos de Botswana), além da Seleção Malauiana (2006 a 2007 como interino, e entre 2008 a 2013), tendo comandado a equipe na Copa das Nações Africanas de 2010.

## Títulos

### Como jogador
Big Bullets
- Castle Cup: 1970, 1973, 1975
- Kamuzu Cup: 1974, 1975, 1979, 1980, 1981

Manzini Wanderers
- Campeonato Suazi: 1983
- Copa da Suazilândia: 1984
- Swazi Trade Fair Cup: 1984

Seleção Malauiana
- Copa CECAFA: 1978, 1979

### Como treinador
Big Bullets
- Campeonato Malauiano: 2004, 2005

Jwaneng Galaxy
- Botswana Premier League: 2020
- Mascom Top 8 Cup: 2018–19